# LG Life Sciences
LG Life Sciences ist eine Tochtergesellschaft der südkoreanischen LG Group, die 2002 durch Abspaltung von LG Chemical entstand.
Das Unternehmen ist in den Bereichen Biotechnologie und Agrochemie aktiv:

## Produkte
Arzneimittel:
- Interferone: Gamma-Interferon (1989), Alpha-Interferon (1992)
- Hepatitis-B-Impfstoff (1992)
- Somatropin (1993)
- Rinder-Somatotropin (1994)
- Antibiotikum Gemifloxacin (2003)
- Natriumhyaluronat zur Arthritisbehandlung (2005)
- rekombinantes Follikelstimulierendes Hormon [rhFSH] (2006)
- SR-hGH (englisch Sustained Release-human Growth Hormone) (2007)

Pflanzenschutzmittel:
- Reisherbizid Pyribenzoxim (1997)
- Fungizid Ethaboxam (1999)
- Reisherbizid Flucetosulfuron (2004)
- Generika von Pyrethroiden, Buprofezin, Imidacloprid[5] und Metalaxyl